# 魁三太郎
魁 三太郎（さきがけ さんたろう、本名：早川 修司、1950年4月26日 - ）は、東京都台東区竜泉出身の俳優、テレビタレント。NHK総合テレビの時代劇バラエティショー『コメディー道中でござる』の三次役で知られる。

## 来歴・人物
佐藤B作が主宰する劇団東京ヴォードヴィルショーの初期メンバーとして所属していたが、後に退団しフリーとなる。以後、コメディアン、リポーターとして活躍する。
かつては『ズームイン!!朝!』でリポーターを務め、その中の「プロ野球イレコミ情報」ではひげくじら、後に魁三太郎の名義で前身の大洋ホエールズ時代から横浜ベイスターズの応援リポーターを担当しており、ヤクルトの応援リポーターを担当していた伊藤克信と共にスタジオに乱入するのがお約束であった。ユニフォームは駒田徳広の10で「我がベイスターズは…」と言っていた。
巨人の応援リポーターの総合司会の福留功男が『アメリカ横断ウルトラクイズ』の海外ロケで不在時の「プロ野球イレコミ情報」では、福留の代理として魁三太郎の名義により巨人の応援リポーターを担当していたこともある。
1982年2月8日に発生したホテルニュージャパン火災の際に、鎮火間もない現場からの中継リポートも行なったこともある。
『ズームイン!!サタデー』の不定期コーナーの「島の旅人」で調査人を務める。2008年4月には『ごくせん』第3シリーズに出演していることから「ごくせんイレコミ情報」のコーナー担当として平日の『ズームイン!!』に期間限定で復帰している。
『ズームイン!!朝!』のカピバラ紹介のコーナーでリポーターを務めたが、福留にカピバラにそっくりだと爆笑されたことがある。
NHK総合テレビ毎週木曜午後8時台の時代劇バラエティでは、『お江戸でござる』のレギュラーとして伊東四朗、桜金造、重田千穂子らのベテラン・中堅喜劇役者群の一員として出演した。他の共演者にはえなりかずきや前田吟、江戸風俗研究家の杉浦日向子らがいた。その後、『道中でござる』でも、そのままレギュラー出演者として活躍していた。

## 出演
- コメディーお江戸でござる（NHK総合）
- コメディー道中でござる（NHK総合）
- ズームイン!!朝!（日本テレビ）
- ズームイン!!サタデー（日本テレビ）
- ツービート 笑ってゴマかせ!（TBS）
- 金曜10時!うわさのチャンネル!!（日本テレビ）
- NHK紅白歌合戦（1996年・1999年・2000年、NHK総合・ラジオ第1）- ゲスト出演
- 朝まで夜ッテレビ（1989年 - 1993年、テレビ新広島）

### テレビドラマ
- 太陽にほえろ! 第84話「人質」（1974年、日本テレビ・東宝） - ラジオDJ
- 特捜最前線第129話「非情の街・ピエロと呼ばれた男!」（1979年） 第227話「警視庁を煙にまく男!」（1981年、テレビ朝日・東映）
- もんもんドラエティ（1981年、テレビ東京）
- さすらい刑事旅情編IV 第12話（1991年、テレビ朝日）
- 十津川警部シリーズ 札幌駅殺人事件（1992年、TBS）
- 銭形平次 第2シリーズ 第8話「幻の二万両」（1992年、フジテレビ）
- 水戸黄門（TBS / C.A.L）
  - 第36部 第13話「お江戸から来た凸凹家族 -萩-」（2006年10月30日） - 権太
  - 第42部 第15話「内蔵助殿、助太刀致す -赤穂-」（2011年1月31日） - 湊屋惣五郎
- 柳生十兵衛七番勝負（2006年、NHK総合）
- オトコの子育て（2007年、テレビ朝日）
- ごくせん 第3シリーズ（2008年、日本テレビ）
- 寧々〜おんな太閤記（2009年1月、テレビ東京）
- ゴーストフレンズ 第4回ゲスト（2009年4月、NHK総合） - 坂上新太郎
- 警部補 矢部謙三（2010年4月-5月、テレビ朝日） - 大村公安課長
- 龍馬伝（2010年5月、NHK総合 大河ドラマ） - 公家
- TBS開局60周年記念ドラマ 99年の愛〜JAPANESE AMERICANS〜（2010年11月、TBS） - 平松忠男
- 金曜ロードSHOW! チープ・フライト（2013年3月、日本テレビ）
- 連続ドラマW「北斗 -ある殺人者の回心-」（2017年、WOWOW）- 望月家夫
- 我らがパラダイス（2023年1月8日 - 、NHK BSプレミアム・BS4K） - 丹羽貢[3]

### 映画
- 難波金融伝・ミナミの帝王（1992年、ケイエスエス）
- ふくろう（2003年、松竹）
- クロサギ（2008年、東宝）
- 武士の家計簿（2010年） - 三徳屋
- 劇場版TRICK 霊能力者バトルロイヤル（2010年5月8日、東宝）） - 大村（南町奉行）